# The Jeepney Magazine
The Jeepney Magazine — филиппинская уличная газета. Выходит 6 раз в год и, как и практически все уличные газеты, реализуется бездомными.
Газета была запущена в марте 2008 года с двумя целями: написать для и о бедных, и предоставить бездомным людям возможность минимального заработка. Стоимость газеты 100 песо, половину которых продавец оставляет себе. Продажа 10 газет в день, как ожидается, позволит продавцам превысить минимальную заработную плату на 40 процентов. «The Jeepney Magazine» издается фондом «Urban Opportunities for Change» и является членом Международной сети уличных газет. Название газеты связано с Джипни, самым популярным средством общественного транспорта на Филиппинах и символом филиппинской культуры.
«The Jeepney Magazine» издаётся на английском языке, также рассматривается перевод на тагальский язык. В 2009 году газета была удостоена премии «International Street Paper Award» за Лучшее Интервью. Самой большой проблемой является найти безопасные и законные места, где продавцы могут продать журнал.